# Smědavská hora
Smědavská hora är ett berg i Tjeckien.   Det ligger i regionen Liberec, i den norra delen av landet, 100 km nordost om huvudstaden Prag. Toppen på Smědavská hora är 1 084 meter över havet, eller 97 meter över den omgivande terrängen. Bredden vid basen är 2,6 km. Smědavská hora ingår i Jizerské Hory.
Terrängen runt Smědavská hora är huvudsakligen kuperad, men åt nordväst är den platt.Runt Smědavská hora är det ganska glesbefolkat, med 43 invånare per kvadratkilometer. Närmaste större samhälle är Liberec, 16,1 km sydväst om Smědavská hora. I omgivningarna runt Smědavská hora växer i huvudsak blandskog.